# Nordisk Genbank
Nordisk Genbank er en er en fællesnordisk institution for bevaring af af plantegenetiske ressourcer og der med udnyttelse af gamle nordiske have- og landbrugsplanter. Nordisk Genbank blev dannet i 1979, som en institution under Nordisk Ministerråd.
Nordisk Genbank har en omfattende frø- og plantesamling af gamle nordiske kulturplanter og deres vildtvoksende slægtninge. Det plantegenetiske materiale bruges i arbejdet med forædlingen af af nye sorter af jord- og havebrugsplanter. Materialet bruges endvidere indenfor områder, hvor specielle genetiske varianter af kulturplanterne har interesse. Materiale fra samlingen distribueres frit til forskere, forædlere og andre interesserede i hele verden.
Der opbevares i øjeblikket omkring 350 forskellige nordiske plantearter i Nordisk Genbank. Materialet i samlingen består af ca. 30.000 prøver af frø og planter, som gennem årene er blevet tilført samlingen. Frøene opbevares i lufttætte aluminiumsposer i 152 dybfrysere ved -20 °C på Nordisk Genbanks frølager i Alnarp ved Malmø. For at minimere risikoen for, at de genetiske ressourcer skal gå tabt, har Nordisk Genbank etableret et sikkerhedslager på Svalbard, hvor frøene opbevares i en nedlagt kulmine i permafrost ved -4 °C.
Samlingen af genmateriale vedligeholdes af en række arbejdsgrupper, som alt efter behov tilpasses materialeområdet. Arbejdsgrupperne er sammensat af repræsentanter fra hele Norden. Der arbejdes tværnationalt med vedligeholdelsen og bevaringen af samlingen samt med projekter med relevans for udnyttelse og forædling af afgrøder. I øjeblikket er der arbejdsgrupper indenfor korn, fodergræs, grøntsager, frugt og bær, kartofler og olieplanter.
Jessica Kathle er direktør for Nordisk Genbank, tidligere var Bent Skovmand direktør.

## Ekstern henvisning
- Nordisk Genbanks hjemmeside (kilde)